# 12643 Henkolthof
12643 Henkolthof eller 3180 T-2 är en asteroid i huvudbältet som upptäcktes den 30 september 1973 av den nederländsk-amerikanske astronomen Tom Gehrels och det nederländska astronomparet Ingrid van Houten-Groeneveld och Cornelis Johannes van Houten vid Palomarobservatoriet. Den är uppkallad efter astronomen Henk Olthof.
Asteroiden har en diameter på ungefär 5 kilometer och den tillhör asteroidgruppen Koronis.